# SUFU
El supresor de homólogo fusionado es una proteína que en  humanos está codificada por el gen SUFU.

## Función
SUFU codifica un componente de la vía de señalización de sonic hedgehog (SHH) / patched (PTCH). Las mutaciones en los genes que codifican los componentes de esta vía son perjudiciales para el desarrollo normal y se asocian con síndromes que predisponen al cáncer (p. ej., holoprosencefalia, síndrome de nevus de células basales y síndrome de cefalopolisíndactilo de Greig).

## Interacciones
Se ha demostrado que SUFU interactúa con GLI1, GLI3 y PEX26.

## Otras lecturas
- Kogerman P, Grimm T, Kogerman L, etal (1999). «Mammalian suppressor-of-fused modulates nuclear-cytoplasmic shuttling of Gli-1». Nat. Cell Biol. 1 (5): 312-9. PMID 10559945. doi:10.1038/13031.
- Stone DM, Murone M, Luoh S, etal (2000). «Characterization of the human suppressor of fused, a negative regulator of the zinc-finger transcription factor Gli». J. Cell Sci. 112 (23): 4437-48. PMID 10564661.
- Murone M, Luoh SM, Stone D, etal (2000). «Gli regulation by the opposing activities of fused and suppressor of fused». Nat. Cell Biol. 2 (5): 310-2. PMID 10806483. doi:10.1038/35010610.
- Delattre M, Briand S, Paces-Fessy M, Blanchet-Tournier MF (2001). «The Suppressor of fused gene, involved in Hedgehog signal transduction in Drosophila, is conserved in mammals». Dev. Genes Evol. 209 (5): 294-300. PMID 11252182. doi:10.1007/s004270050255.
- Cheng SY, Bishop JM (2002). «Suppressor of Fused represses Gli-mediated transcription by recruiting the SAP18-mSin3 corepressor complex». Proc. Natl. Acad. Sci. U.S.A. 99 (8): 5442-7. PMC 122788. PMID 11960000. doi:10.1073/pnas.082096999.
- Taylor MD, Liu L, Raffel C, etal (2002). «Mutations in SUFU predispose to medulloblastoma». Nat. Genet. 31 (3): 306-10. PMID 12068298. doi:10.1038/ng916.
- Dunaeva M, Michelson P, Kogerman P, Toftgard R (2003). «Characterization of the physical interaction of Gli proteins with SUFU proteins». J. Biol. Chem. 278 (7): 5116-22. PMID 12426310. doi:10.1074/jbc.M209492200.
- Strausberg RL, Feingold EA, Grouse LH, etal (2003). «Generation and initial analysis of more than 15,000 full-length human and mouse cDNA sequences». Proc. Natl. Acad. Sci. U.S.A. 99 (26): 16899-903. PMC 139241. PMID 12477932. doi:10.1073/pnas.242603899.
- Clark HF, Gurney AL, Abaya E, etal (2003). «The secreted protein discovery initiative (SPDI), a large-scale effort to identify novel human secreted and transmembrane proteins: a bioinformatics assessment». Genome Res. 13 (10): 2265-70. PMC 403697. PMID 12975309. doi:10.1101/gr.1293003.
- Paces-Fessy M, Boucher D, Petit E, etal (2004). «The negative regulator of Gli, Suppressor of fused (Sufu), interacts with SAP18, Galectin3 and other nuclear proteins». Biochem. J. 378 (Pt 2): 353-62. PMC 1223961. PMID 14611647. doi:10.1042/BJ20030786.
- Taylor MD, Zhang X, Liu L, etal (2004). «Failure of a medulloblastoma-derived mutant of SUFU to suppress WNT signaling». Oncogene 23 (26): 4577-83. PMID 15077159. doi:10.1038/sj.onc.1207605.
- Deloukas P, Earthrowl ME, Grafham DV, etal (2004). «The DNA sequence and comparative analysis of human chromosome 10». Nature 429 (6990): 375-81. PMID 15164054. doi:10.1038/nature02462.
- Gerhard DS, Wagner L, Feingold EA, etal (2004). «The status, quality, and expansion of the NIH full-length cDNA project: the Mammalian Gene Collection (MGC)». Genome Res. 14 (10B): 2121-7. PMC 528928. PMID 15489334. doi:10.1101/gr.2596504.
- Rual JF, Venkatesan K, Hao T, etal (2005). «Towards a proteome-scale map of the human protein-protein interaction network». Nature 437 (7062): 1173-8. PMID 16189514. doi:10.1038/nature04209.
- Lyle R, Radhakrishna U, Blouin JL, etal (2006). «Split-hand/split-foot malformation 3 (SHFM3) at 10q24, development of rapid diagnostic methods and gene expression from the region». Am. J. Med. Genet. A 140 (13): 1384-95. PMID 16691619. doi:10.1002/ajmg.a.31247.